# Бај Линг
Бај Линг (енгл. Bai Ling) је кинеско-америчка глумица, рођена 10. октобра 1966. године у Ченгдуу у Кини.

## Филмографија
| Улоге  |                                   |                                       |                    |          |
| Година | Српски назив                      | Изворни назив                         | Улога              | Напомена |
| 1994.  | Врана                             | The Crow                              | Мика               |          |
| 1995.  | Никсон                            | Nixon                                 | кинески преводилац |          |
| 1999.  | Ана и краљ                        | Anna and the King                     | Туптим             |          |
| 1999.  | Дивљи дивљи запад                 | Wild Wild West                        | мис Ист            |          |
| 2004.  | Небески капетан и свет сутрашњице | Sky Captain and the World of Tommorow | мистериозна жена   |          |
| 2006.  | Човек из града                    | Man About Town                        | Барби Линг         |          |